# Wilhelm Lenz
Wilhelm Lenz (n. 8 februarie 1888, Frankfurt am Main, Imperiul German – d. 30 aprilie 1957, Hamburg, RFG) a fost un fizician german, cunoscut mai ales pentru inventarea modelului Ising și pentru utilizarea vectorului Laplace-Runge-Lenz la studiul atomului de hidrogen din cadrul mecanicii cuantice vechi.

## Biografie
Lenz a absolvit Klinger-Oberralschule, o școală secundară non-clasică din Frankfurt, apoi a studiat matematica și fizica la Universitatea din Göttingen. Între 1908-1911, Lenz și-a facut studiile doctorale sub indrumarea lui Arnold Sommerfeld la Universitatea din München și a obținut titlul de doctor pe 2 martie 1911. După absolvire, a rămas pe la Universitate, devenind asistentul Sommerfeld cu incepere din aprilie 1911, iar la 20 februarie 1914 a obținut abilitarea , devenind privatdocent la 4 aprilie 1914. În timpul Primului Război Mondial, a lucrat ca operator radio în Franța și a primit Crucea de Fier Clasa a Doua din 1916. Din 30 septembrie 1920 a devenit din nou asistentul lui Sommerfeld la Institutul de Fizică Teoretică al Universității din München iar la 11 noiembrie 1920 a fost numit în funcția de profesor extraordinar la aceeași universitate. La 1 decembrie 1920 a devenit profesor extraordinar la Universitatea din Rostock. Din 1921 și până la pensionarea sa din 1956 a fost profesor ordinar de fizică teoretică la Universitatea din Hamburg și director al Institutului de Fizică Teoretică. 
Formarea noii catedre a institutului de fizică teoretică de la Hamburg a fost urmarea unor progrese făcute de Germania în domeniul fizicii atomice și al mecanicii cuantice și intervenției personale a lui Sommerfeld, care i-a ajutat pe  mulți dintre studenții săi să obțină statutul profesor la noua catedră.
La Hamburg, Lenz l-a pregătit pe Ernst Ising⁠(d) și J. Hans D. Jensen pentru obținerea titlului de doctor; printre asistenții săi erau Wolfgang PauliPascual Jordan, și Albrecht Unsöld⁠(d). Împreună cu Pauli și Otto Stern, Lenz a transformat institutul de la Hamburg într-un centru internațional pentru fizică nucleară. Centrul creat de Lenz a susținut legăturiri științifice și personale strânse cu institutele de fizică teoretică de la universitățile din München (Sommerfeld), Göttingen( Max Born ) și Copenhaga (Niels Bohr).
La retragerea lui Lenz în 1956, a fost urmat la conducerea centrului de la Hamburg de Harry Lehmann⁠(d).

## Publicații
- Wilhelm Lenz Einführungsmathematik für Physiker (Verlagsanstalt Wolfenbüttel, 1947)